# کاتاراگاما
کاتاراگاما (به لاتین: Kataragama) یک منطقهٔ مسکونی در سری‌لانکا است که در استان یووا واقع شده‌است.